# Pajares de Adaja
Pajares de Adaja ist ein zentralspanischer Ort und eine Gemeinde (Municipio) mit 127 Einwohnern (Stand: 2024) in der Provinz Ávila in der Autonomen Region Kastilien-León. 

## Lage und Klima
Pajares de Adaja liegt auf der Südseite der Sierra de Gredos in der Provinz Ávila in einer Höhe von ca. 880 m. 
Die Entfernung nach Ávila beträgt knapp 27 km (Fahrtstrecke) in südsüdwestlicher Richtung. Das Klima ist gemäßigt bis warm; der Regen (ca. 447 mm/Jahr) fällt mit Ausnahme der trockenen Sommermonate übers Jahr verteilt.

## Bevölkerungsentwicklung
| Jahr      | 1970 | 1981 | 1991 | 2001 | 2011 | 2021 |
| Einwohner | 360  | 245  | 203  | 191  | 187  | 145  |

## Sehenswürdigkeiten

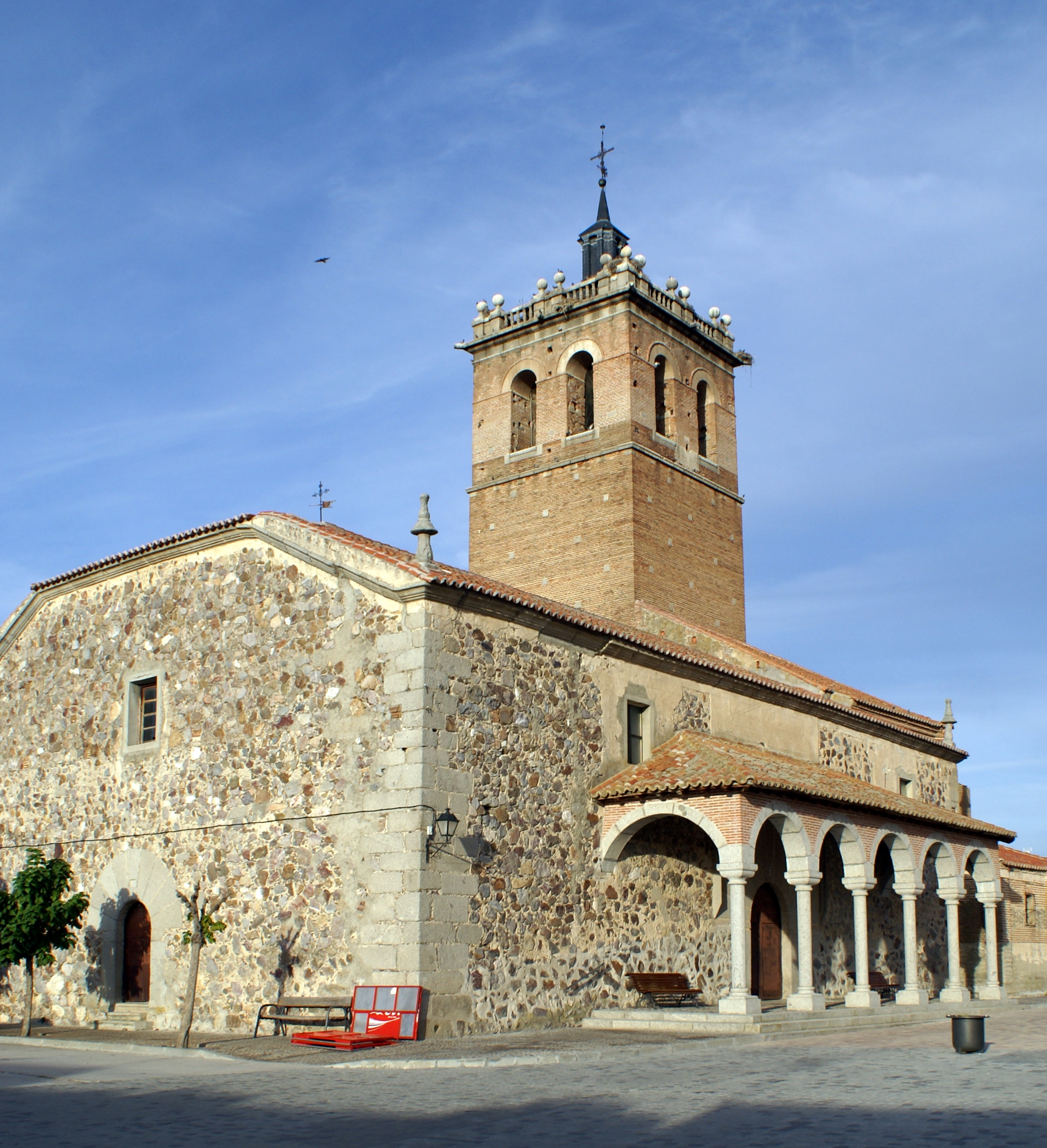
Johannes-der-Täufer-Kirche

- Johannes-der-Täufer-Kirche

## Persönlichkeiten
- Francisco Méndez Álvaro (1806–1883), Politiker und Schriftsteller, kurzzeitig Bürgermeister von Madrid (1843)
- Ángel Acebes (* 1958), Politiker der Partido Popular, Justiz- (2000–2002) und Innenminister (2002–2004)